# Andrea de Litio

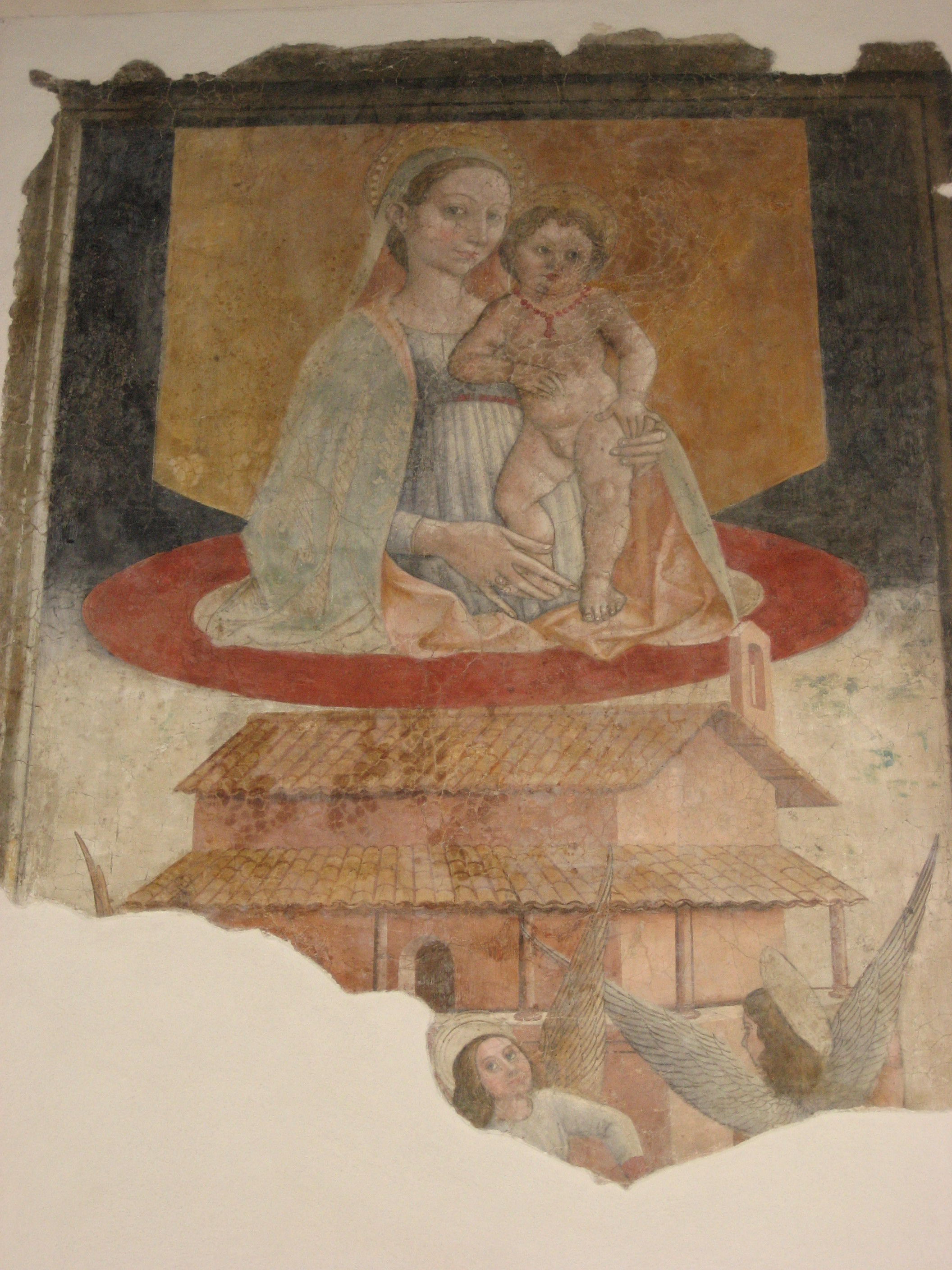
Madonna d'Alto Mare

Andrea de Litio ou Delitio ou encore Delisio (né à Lecce nei Marsi?, dans la province de L'Aquila (Abruzzes), v. 1420 -  Atri?, v. 1495) est un peintre italien  de la première Renaissance (XVe siècle) lié au style gothique international, qui fut actif dans les Abruzzes entre 1430 et 1480.

## Biographie
Andrea de Litio est probablement né à Lecce dei Marsi, entre 1410 et 1420 tandis que son activité artistique est comprise entre 1430 et 1480 environ.
Ses origines sont incertaines ainsi que son apprentissage artistique que certains estiment auprès du Maestro di san Silvestro et de Beffi, auteur de fresques de la cathédrale de Celano auxquels il a probablement participé.
La Madonna di Cese, maintenant à Celano, réalisée dans les années 1430 constitue la première trace de son activité.
D'abord formé aux principes de la peinture gothique tardive, Andrea de Litio tente ensuite de les concilier avec la culture florentine du début du XVe siècle de Masaccio et de Domenico Veneziano.
Il est probablement à Florence avant 1440 comme le montre la convergence de son style avec ceux de Domenico di Bartolo (Madone de 1433 à Sienne, P. N.), Filippo Lippi (Lunette Trivulzio, Milan, Castello Sforzesco) et Paolo  Uccello (Scènes de la vie de la Vierge, v. 1435-1440, cathédrale de Prato).
Un document de 1442 cite Andrea de Litio en qualité de peintre autonome aux côtés du magister Bartolomeo di Tommaso da Foligno avec Nicola da Siena employé à la réalisation de fresques de l'église Sant'Agostino de Norcia.
Un contrat daté de 1450 le commissionne pour un cycle de fresques, aujourd'hui perdu, pour l'église San Francesco de Sulmona.
La Madonna del Latte du couvent Sant'Amico, réalisée probablement entre 1439 - 1442 témoigne de l'évolution de son art vers le style florentin.
L'apogée de son succès artistique se situe aux alentours de 1473 et son activité cesse vers 1481 à l'âge approximatif de 70 ans.
Ses œuvres sont difficilement situables dans le temps car non datées.

## Œuvres
- Madonna di Cese (fragment de Vierge à l'Enfant), tempera sur bois, 1439, Celano, Museo d'arte sacra della Marsica, provenant de l'église Santa Maria delle Grazie à Cese, frazione d'Avezzano,
- Madonna del Riscatto, fresque, 1442, église Sant'Agostino, Norcia,
- Madonna con Bambino, fresque, 1440 env., église San Giovanni Battista, Celano,
- Madonna di Loreto e i santi Rocco e Sebastiano, fresque, 1445 - 1450 (retouches au XVIe siècle), église San Nicola, Atri,
- Madonna del Latte, fresque, 1450 env., église Sant'Amico, L'Aquila,
- Madonna con Bambino, tempera sur bois, 1450 env., collection privée, Florence, provenant de la basilique Santa Maria Novella à Florence.
- Matrimonio mistico di Santa Caterina; Crocifissione,diptyque, tempera sur bois, 1455 env., Museo nazionale d'Abruzzo, L'Aquila, provenant de l'église Santa Maria La Nova à Cellino Attanasio.
- Madonna con Bambino e santi, tempera sur bois , 1455 - 1460, collection privée, Florence.
- Crocifissione, fresque, 1460 - 1465 env. (retouches XIXe siècle), église Sant'Amico, L'Aquila,
- Madonna con Bambino, i santi Giacomo Maggiore e Giovanni evangelista e il duca di Atri Giosia I Acquaviva, la moglie Margherita Riccardi e i figli (Madonna delle Grazie), fresque, 1460 env., église Sant'Agostino, Atri,
- Madonna con Bambino, fragment, tempera sur bois, 1460 env., Museo nazionale d'Abruzzo, L'Aquila, provenant du sanctuaire de la Madonna d'Appari à Paganica.
- Madonna delle Lacrime, fresque, 1460 env., église Madonna delle Lacrime, Castelli,
- Madonna in trono con Bambino, retable, 1465 env., église San Maria del Lago, Moscufo,
- Madonna con Bambino dite Madonna Sanità, fresque, 1460 - 1470, Palazzo Sanità, Sulmona,
- Madonna con Bambino e Sant'Ansano, fresque, 1470 env (apports et restauration du XVIe siècle de Saturnino Gatti)
- San Cristoforo (Saint Christophe), fresque, signée, sur la façade de Santa Maria Maggiore à Guardiagrele,
- San Silvestro e quattro storie della sua vita (Retable San Silvestro), tempera sur bois, 1470- 1480, église Sant'Ilario. Mutignano, frazione de Pineto,
- Madonna con Bambino fra due santi (Sacra Conversazione), fresque détachée, 1481, Museo d'arte Costantino Barbella,Chieti, provenant de l'église San Domenico (détruite), à Chieti,
- Madonna con Bambino e santi, tempera sur bois, 1480 env, Collection Kisters, Zurich, provenant du Dôme d'Atri,
- Polittico di San Nicola, tempera sur bois, 1485 env., Walters Museum, Baltimore, provenant de l'église San Nicola d'Atri,
- Annunciata, tempera sur bois, 1480 - 1484; Metropolitan Museum of Art, New York, provenant de la collection Dragonetti - De Torres à L'Aquila,
- San Benedetto e Totila, tempera sur bois, 1483 - 1491 (terminée par son atelier), Island School, Providence, provenant du Dôme de Teramo.
- San Cristoforo, fresque, 1489 - 1491, église Santa Maria del Soccorso, Tagliacozzo,
- Madonna del Soccorso, fresque, 1490 env., église Santa Maria del Soccorso, Tagliacozzo.

Abbaye San Giovanni Battista, Lucoli
- San Lorenzo, fresque, 1460 env.,
- San Giorgio, fresque, 1460 env.,
- San Francesco, affresco, 1460 env.,
- Ritratto di vecchio, affresco, 1460 env.,

Isola del Gran Sasso d'Italia, « cona » de San Sebastiano (Chapelle des tombés).
- Madonna con Bambino tra i santi Sebastiano e Rocco, fresque, 1460 env;
- Annunciazione, fresque, 1460 - 1470;

Église Beata Antonia, L'Aquila
- Madonna con Bambino, fresque, 1468 ,
- Natività, fresque, 1468 - 1470 ,

Dôme de Atri.
- Madonna d'Alto mare, fresque, 1460 env,
- Madonna di Loreto, fresque, 1460 env,
- Storie della vita di Maria, cycle de fresques, 1460 - 1470,
- Madonna adorante il Bambino, fresque, 1465, en collaboration avec Giovanni da Novara,
- Santi, cycle de fresques des colonnes du chœur, 1470 - 1475,
- Evangelisti, Dottori della Chiesa e Virtù, fresques de la voûte du chœur,1480 - 1481,
- Scènes de la Vie de la Vierge (v. 1480-1481), chœur de la cathédrale d'Atri.
- Vierge à l'Enfant avec des anges, fresque, église S. Amico à L'Aquila.
- Vierge à l'Enfant, fresque, palais Sanita à Sulmona.
- Vierge de l'Annonciation, collection Lehman, Metropolitan Museum of Art (longtemps attribuée à Masolino da Panicale).
- Vierge à l'Enfant avec des saints, triptyque, W. A. G., Baltimore.
- Rencontre de saint Benoît et Totila, panneau de prédelle, musée de Rhode Island, Providence.
- Crucifixion et une Vierge à l'Enfant avec une sainte, diptyque, pour l'église S. Maria la Nova à Cellino Attanasio, conservés au musée des Abruzzes de L'Aquila.

## Œuvres perdues
- Storie di Cristo e di San Francesco, cycle de fresques , 1450; église San Francesco della Scarpa, Sulmona,
- Madonna con Bambino e membro della famiglia Arlini, tempera sur bois, 1452; Palazzo Arlini,Atri
- Storie di una santa (Santa Reparata?), cycle de fresques di affreschi, 1453 - 1481; oratoire Santa Reparata ai Macelli (détruit) à Atri,
- Storie della vita di Maria, cycle de fresques, 1474 - 1475; Dôme de Guardiagrele,
- Storie della vita di Sant'Antonio di Padova (?), cycle de fresques, 1475 env.
- Miracolo di Santa Chiara, tempera sur bois, 1470 - 1475; Guardiagrele,
- San Pietro, fresque (?), 1445 env (?); Basilique Saint-Pierre(?),Rome,

Palazzo ducale degli Acquaviva (Mairie),Atri,
- Allegorie, fresques, 1476 - 1478,
- Ritratto del duca di Atri Giulio Antonio Acquaviva d'Aragona, tempera sur toile, 1477;
- Danzatrici, fresque, 1479?;

## Sources
- (it) Cet article est partiellement ou en totalité issu de l’article de Wikipédia en italien intitulé « Andrea De Litio » (voir la liste des auteurs).